# Rivière Châteauguay
Pour les articles homonymes, voir Châteauguay (homonymie).
La rivière Châteauguay est un tributaire de la rive droite du fleuve Saint-Laurent. Prenant sa source aux États-Unis, et longue d'environ 107 km,  31 % de son cours se situe dans l'État de New-York, et le restant au Québec. Elle traverse les localités suivantes :
- les comtés de Clinton et de Franklin, dans les monts Adirondacks, dans l'État de New York, aux États-Unis ;
- la municipalité régionale de comté (MRC) Le Haut-Saint-Laurent : traversant les municipalités de Huntingdon, Ormstown et Howick, en Montérégie, au Québec, au Canada ;
- la MRC de Beauharnois-Salaberry : municipalité de Sainte-Martine, en Montérégie ;
- la MRC de Roussillon : ville de Châteauguay,ville de Mercier, en Montérégie.

Cette vallée est surtout desservie par les routes suivantes :
- au Québec (côté Est, à partir de l'embouchure) : boulevard Salaberry Nord, boulevard Salaberry Sud, le chemin du rang Roy, le chemin de la Beauce, la rue Saint-Joseph, le boulevard Saint-Jean-Baptiste-Ouest (route 138), le chemin Island, le chemin Fairview, le chemin d'Athelstan, la Montée de Powerscour ;
- au Québec (côté Ouest, à partir de l'embouchure) : boulevard D'Youville, chemin de la Haute-Rivière, chemin du Grand-Marais, chemin du rang Dubuc, chemin du rang Touchette, chemin du rang Laberge, chemin de la Rivière-Châteauguay, rue Lambton, route 138A, route 138 (rue Châteauguay), montée Gillmore, montée Shearer ;
- dans l'État de New York (côté Est, à partir de la frontière) : Simms Road, Chasm Road, Commons Road, Lake Street (NY 374) ;
- dans l'État de New York (côté Ouest, à partir de la frontière) : Lewis Road, Cemetery Road, Healy Road, Chase Road, Merrill Road, Lake Road, Narrows Road, Gadway Road.

La surface de la rivière est généralement gelée de la mi-décembre à la fin mars. La circulation sécuritaire sur la glace se fait généralement de fin décembre à début mars. Le niveau de l'eau de la rivière varie selon les saisons et les précipitations.

## Géographie
Les bassins versants voisins de la rivière Châteauguay sont, au nord le fleuve Saint-Laurent (incluant la voie maritime du Saint-Laurent), à l'est la rivière Noire et la rivière Lacolle, à l'ouest la rivière Saint-Louis.
La rivière Châteauguay prend sa source au Lac Upper Chateauguay (longueur : 3,0 km ; altitude : m), dans le comté de Clinton, dans l'État de New York dans les Adirondacks.
À partir du Lac Upper Chateauguay, la rivière Châteauguay coule sur 106,8 km, avec une dénivellation de m, selon les segments suivants :
Cours supérieur, en territoire américain (segment de 32,9 km)
- 8,0 km vers le nord-ouest dans une petite vallée montagneuse, en entrant dans le comté de Franklin et en traversant le Lac Lower Chateauguay (longueur : 3,0 km ; altitude : m), jusqu'à son embouchure ;
- 24,9 km vers le nord-ouest dans une vallée encaissée et comportant de nombreuses branches de ruisseaux, recueillant une petite rivière (venant de l'est) et un ruisseau (venant du sud-ouest), passant du côté ouest de la ville de Chateaugay où le cours de la rivière coupe l'autoroute US11, jusqu'à la frontière canadienne.

Cours intermédiaire, en aval de la frontière canado-américaine (segment de 53,7 km)
- 7,9 km vers le nord-ouest au Québec en formant quelques serpentins en zone forestière, puis formant une courbe vers l'ouest en zone agricole, jusqu'à la rivière Hinchinbrooke (venant de l'est) ;
- 5,7 km vers le nord en zone forestière, puis agricole, en formant une boucle vers le sud-ouest pour ramasser le ruisseau Dawson-Bring, jusqu'à la confluence de la rivière Trout (venant du sud-ouest) ;
- 11,4 km d'abord vers le nord en traversant le centre-ville de Huntingdon, puis vers le nord-est en recueillant le ruisseau Cunningham (venant de l'ouest) et le ruisseau Cowan (venant de l'ouest), en formant un S où elle recueille le ruisseau Cluff (venant du sud), jusqu'au pont du village de Dewittville ;
- 7,9 km vers le nord-est, jusqu'à la confluence de la rivière aux Outardes (venant du sud-ouest) ;
- 7,4 km vers le nord-ouest en passant sous le pont de la route 138, en traversant le village de Ormstown, en recueillant le ruisseau Reid (venant du sud-est) et le ruisseau Riendeau (venant du nord-ouest), jusqu'au hameau Bryson ;
- 13,4 km vers le nord en formant immédiatement un crochet vers l'ouest pour aller recueillir le cours d'eau Lacroix-Cross, en passant sous le pont du hameau Allan's Corners, en recueillant le ruisseau Turcot (venant de l'ouest), en formant un crochet vers l'est en fin de segment, jusqu'à la confluence de la rivière des Anglais (venant du sud) ;

Cours inférieur, en aval de la rivière des Anglais (segment de 20,2 km)
- 2,8 km vers le nord en formant un petit crochet vers l'ouest, jusqu'à la confluence de la rivière des Fèves (venant de l'est) ;
- 4,1 km vers le nord en formant un grand S, puis en passant du côté ouest du village de Sainte-Martine, jusqu'à la confluence de la rivière de l'Esturgeon (venant de l'est) ;
- 12,0 km en zone agricole vers le nord en formant un crochet vers l'ouest où elle recueille la décharge du Le Grand Marais (venant du sud), en passant sous le pont du chemin de la Beauce, en recueillant le ruisseau Pouliot (venant du sud-ouest), puis bifurquant vers le nord-ouest, jusqu'au pont de l'autoroute 30 ;
- 3,0 km en zone urbaine, d'abord vers le nord, en passant sous les ponts du boulevard René-Lévesque (route 132) et de l'autoroute 30 et en subissant une dénivellation lors de son passage au barrage de la Châteauguay[4], puis bifurquant vers l'ouest en formant un grand S, jusqu'au pont de la rue Principale (côté ouest) et du boulevard d'Anjou (côté est) (le pont Arthur-Laberge) ;
- 4,9 km vers le nord-ouest en zone urbaine, en passant d'abord sous le pont ferroviaire, puis sous le pont du chemin Saint-Bernard (pont de la Sauvagine) lequel passe sur la pointe sud-est de l'île Saint-Bernard ; de là, rivière fait un Y pour contourner l'Île Saint-Bernard sur 2,4 km vers le nord ou sur 1,8 km vers l'ouest en contournant par le nord la pointe de Châteauguay-Station, jusqu'à son embouchure[5].

En fin de cours, cette rivière se déverse sur la rive sud du lac Saint-Louis, à Châteauguay, au sud-ouest de Montréal. Ce lac constitue un élargissement du fleuve Saint-Laurent, à la hauteur de Châteauguay. Ses principaux affluents sont la Rivière Trout, la rivière des Anglais, la rivière des Fèves et la rivière aux Outardes.

## Toponymie
Elle s'appelait autrefois « rivière au Loup ». Le toponyme "Rivière Châteauguay" a été officialisé le 5 décembre 1968 à la Commission de toponymie du Québec. Sur l'origine de ce nom, voir l'article "Seigneurie de Chateauguay".

## Histoire

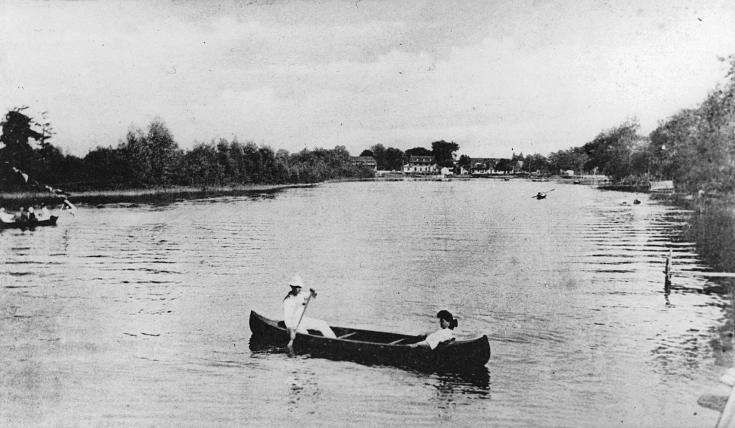
Rivière Châteauguay, vers 1910.

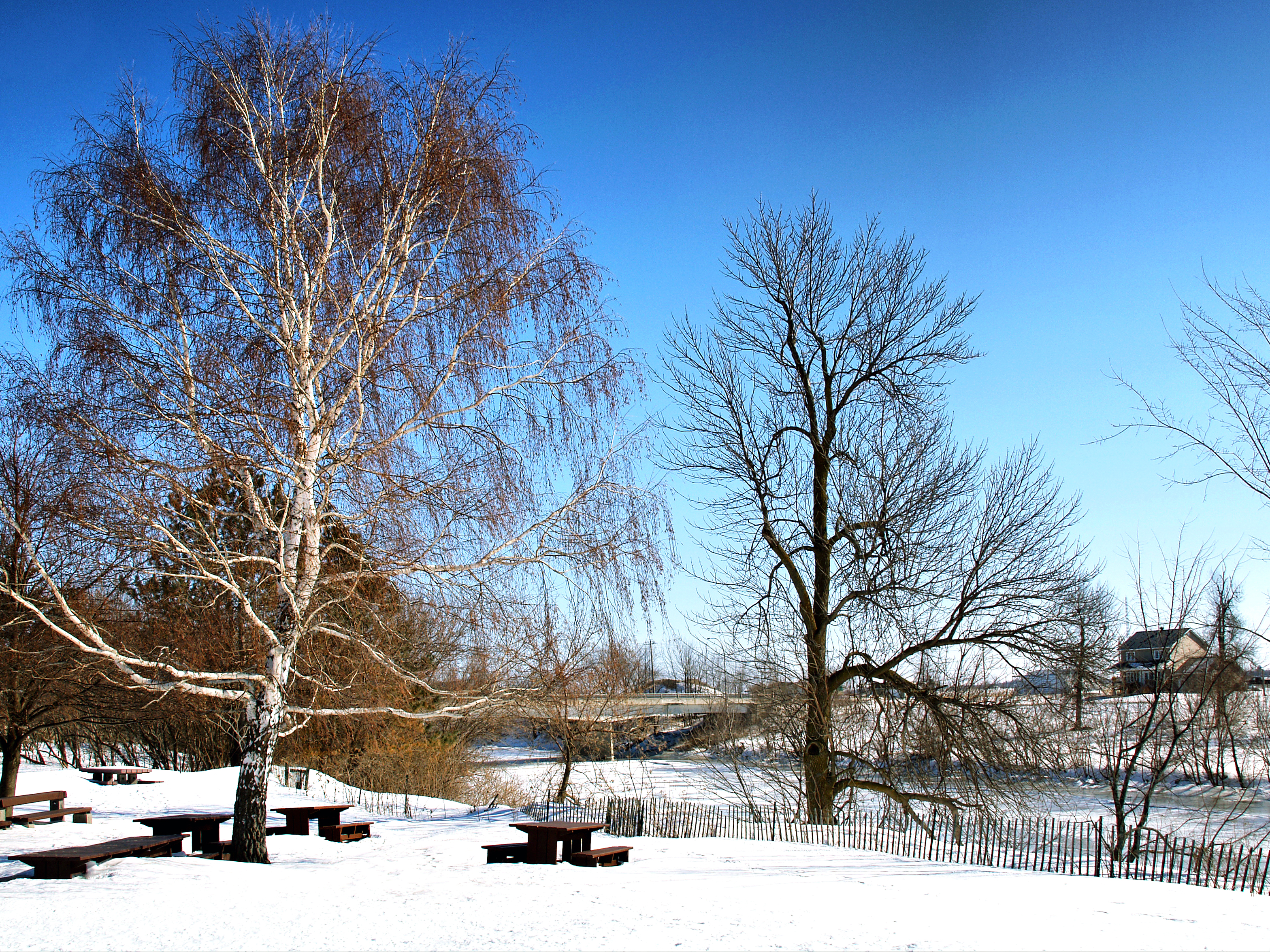
Rivière Châteauguay, lieu de la bataille.

La rivière fut le théâtre de la Bataille de la Châteauguay, une bataille militaire qui se déroula le 26 octobre 1813 durant la guerre anglo-américaine de 1812 entre la colonie qui allait devenir le Canada et les États-Unis. Une force de 1 500 soldats et miliciens canadiens défendait l'entrée du corridor traditionnel d'invasion depuis l'État de New York par le lac Champlain contre les troupes du major-général Wade Hampton, près de 4 000 hommes, s'avançant vers Montréal. 
Ce jour-là, 300 miliciens, Voltigeurs canadiens et Amérindiens dirigés par le lieutenant-colonel Charles-Michel de Salaberry (francophone du Bas-Canada), réussirent à repousser une force américaine de 3 000 hommes. 
C'est grâce à des stratagèmes ingénieux et des tactiques fondées sur la peur, notamment faire sonner le clairon dans les bois et crier pour faire croire qu’il y a plus de défenseurs qu’en réalité, que les troupes de Salaberry mettent en déroute les Américains qui choisissent de se replier, craignant une force supérieure.
Quelque 160 autres hommes attendent près d’un gué de la rivière Châteauguay, à l’est des troupes menées par de Salaberry, et empêchent les troupes de flancs de Hampton de franchir la rivière et de contourner les troupes canadiennes par ce côté.
Le lieu historique national du Canada de la Bataille-de-la-Châteauguay est situé à Très-Saint-Sacrement. 45° 09′ 31″ N, 73° 55′ 43″ O
Le pont de Powerscourt, le plus ancien pont couvert du Canada encore en utilisation et le dernier pont couvert de type McCallum au monde. Il enjambe la rivière Châteauguay entre Hinchinbrooke et Elgin.

Esquisse de la rivière Châteauguay depuis La Fourche jusqu'à l'embouchure de la rivière aux Outardes, 1814, Joshua Jebb